# Chodský kroj
Chodský kroj je lidový tradiční oblek z oblasti Chodska. Dělíme ho na ženský a mužský.
Ženský kroj se skládá z plátěné bílé košilky, která má krajkový límeček a balonové rukávy. Na ni se obléká živůtek a kolem pasu se uvazuje tzv. honzík (vycpaný pruh látky, na kterém drží sukně). Spodní část kroje se skládá z jednobarevné sukně lemované barevnými stuhami, která se podkládá několika spodničkami. Na sukni patří pestrobarevná zástěra s květinovým vzorem. Součástí svatebního kroje je čepec s dýnkem a bílou holubinkou. Vdané ženy si chránily vlasy pestrobarevnými šátky. Krojovou obuví jsou černé střevíce nebo později šněrovací boty. K nim se nosily červené nebo později bílé punčochy.
Mužský kroj tvoří bílá plátěná košile s modrou vyšívanou vestou a jednou řadou knoflíků. Dále ke kroji patří žluté koženky (kalhoty) a bílé punčochy. Hlavu kryje černá kožešinová čepice nebo široký klobouk. K němu zpravidla muži nosili dlouhý světlý kabát. Na nohy patří vysoké černé holiny nebo později polobotky. Do pravé ruky dlouhá dřevěná hůl.

## Galerie

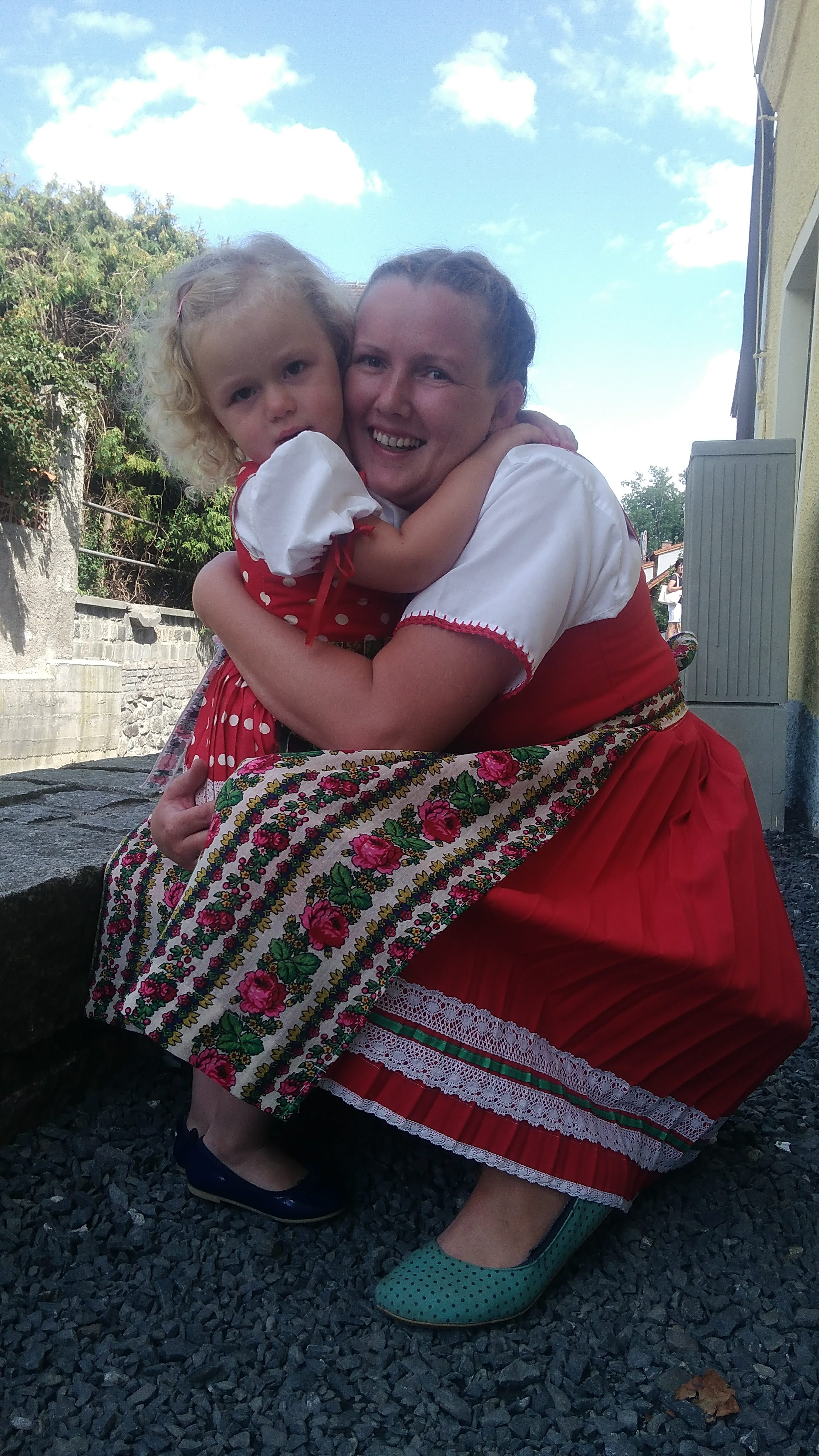
Ženský chodský kroj
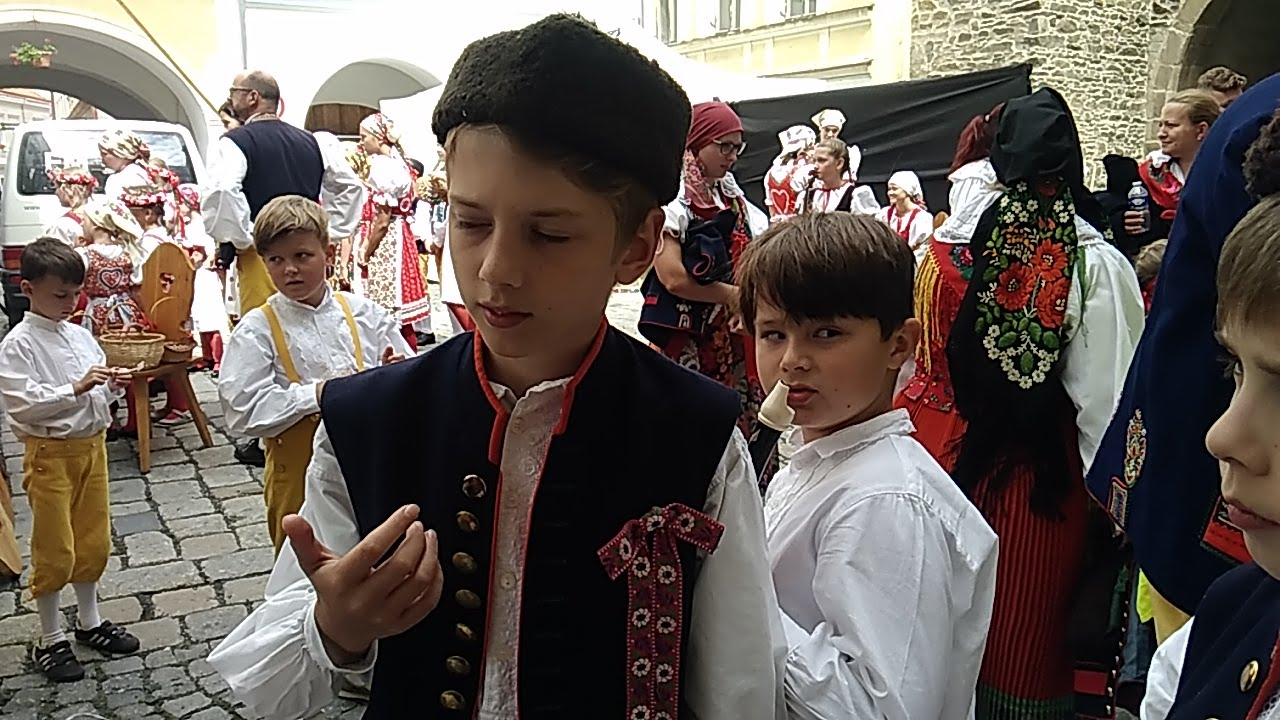
Mužský chodský kroj
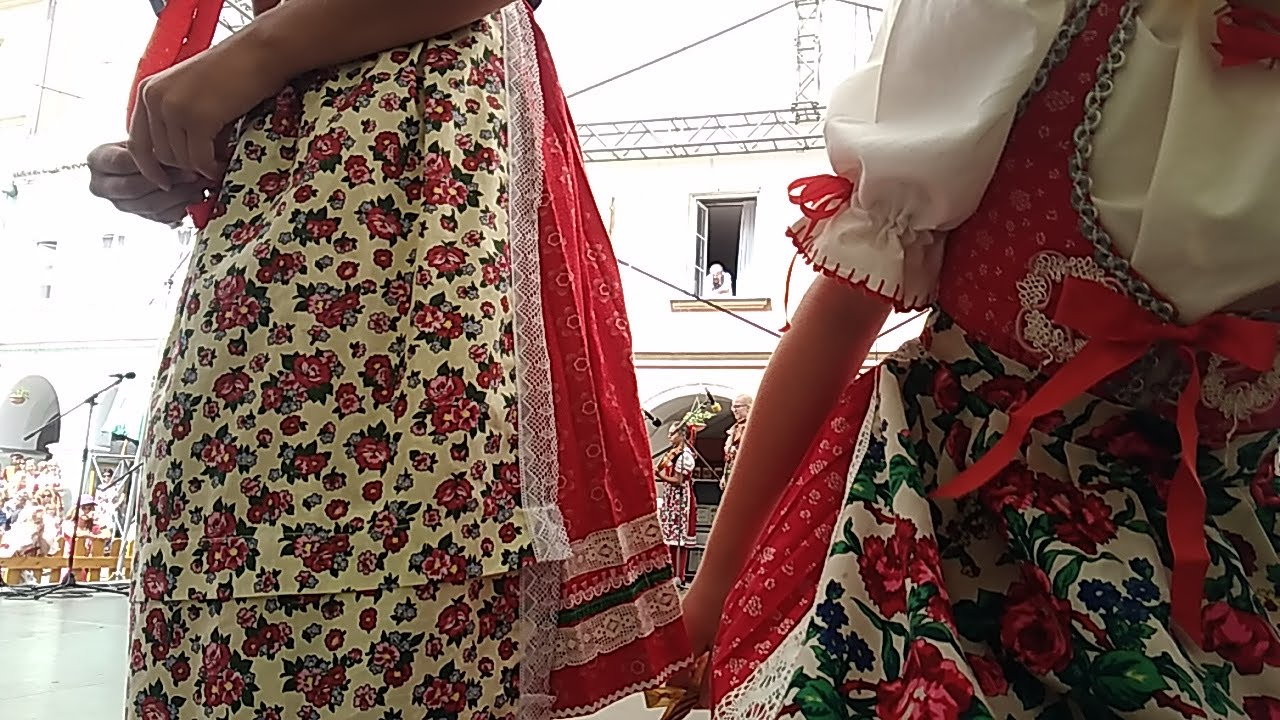
Pestrobarevné zástěry
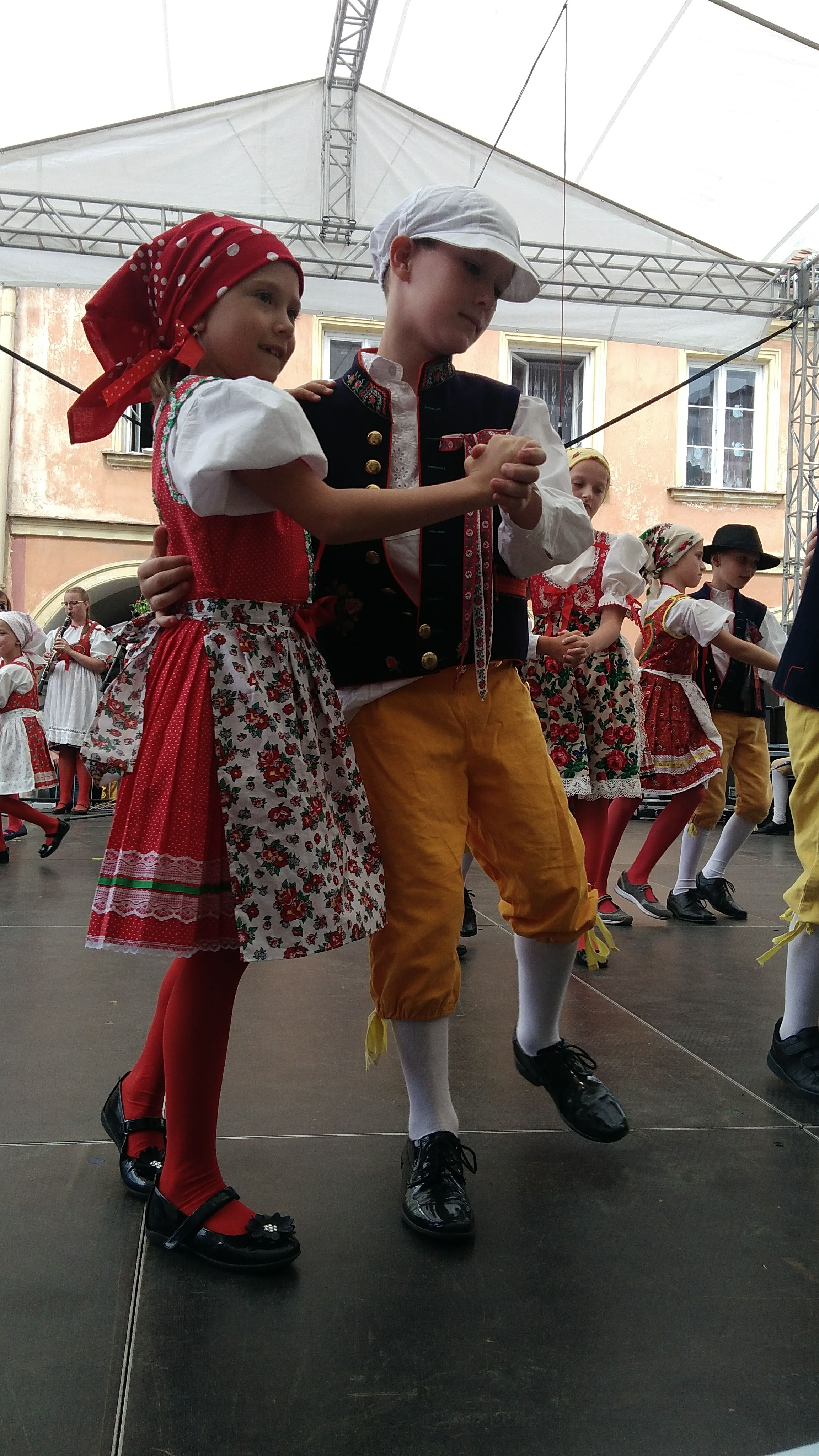
Chodské tanečky